# Tour du Poitou-Charentes 2010
Le Tour du Poitou-Charentes 2010 est la 24e édition de cette course et a lieu du 24 au 27 août 2010. Cette course est classée 2.1 à l'UCI Europe Tour.

## Présentation

### Parcours
Le Tour du Poitou-Charentes 2010 se déroule sur 4 jours et comporte 5 étapes. Le départ de cette édition a eu lieu en Charente, à Chalais. La première arrivée a eu lieu à Royan. La deuxième étape est partie de Saint-Georges-de-Didonne pour rejoindre Niort. Le troisième jour de course comporte deux étapes : une étape en ligne le matin, plutôt courte, entre Quinçay et Vouillé. Et l'après-midi se déroule un contre-la-montre entre Latillé et Vouillé. Le lendemain, la dernière étape part de Niort pour arriver à Poitiers.

## Étapes
| Étape     | Date    | Villes étapes                    | Type                        | Distance (km) | Vainqueur d’étape      | Leader du classement général |
| --------- | ------- | -------------------------------- | --------------------------- | ------------- | ---------------------- | ---------------------------- |
| 1re étape | 24 août | Chalais – Royan                  | Etape de plaine             | 186,3         | Anthony Roux           | Anthony Roux                 |
| 2e étape  | 25 août | Saint-Georges-de-Didonne - Niort | Etape de plaine             | 178,5         | Anthony Ravard         | Anthony Roux                 |
| 3e étape  | 26 août | Quinçay - Vouillé                | Etape de plaine             | 95,7          | Jimmy Engoulvent       | Anthony Roux                 |
| 4e étape  | 26 août | Latillé - Vouillé                | Contre-la-Montre individuel | 22,1          | Markel Irizar Aranburu | Markel Irizar Aranburu       |
| 5e étape  | 27 août | Niort - Poitiers                 | Etape de plaine             | 197,6         | Jimmy Casper           | Jimmy Engoulvent             |

## Déroulement de la course

### 1reétape

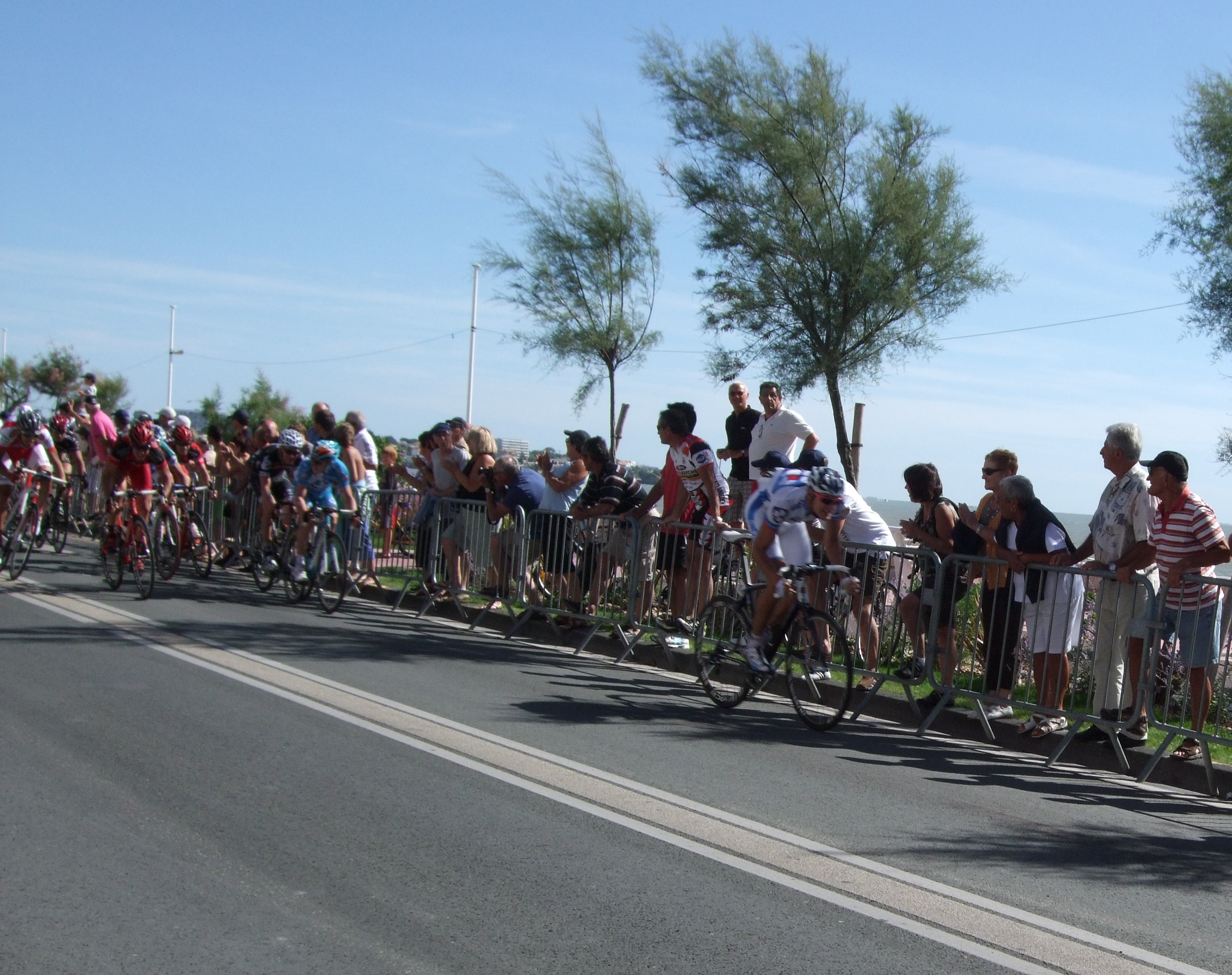
Arrivée de la 1re étape du Tour du Poitou-Charentes 2010 à Royan.

Une échappée de 15 hommes se détache en début d'étape. Parmi ces hommes se trouve Anthony Roux. Il se débarrassera de ses compagnons d'échappée dans les derniers kilomètres pour aller s'imposer juste devant le peloton qui échoua pour quelques mètres.
|    | Coureur            | Équipe                |    | Temps           |
| -- | ------------------ | --------------------- | -- | --------------- |
| 1  | Anthony Roux       | FDJ                   | en | 4 h 24 min 57 s |
| 2  | Daniele Colli      | Ceramica Flaminia     | +  | m.t             |
| 3  | Romain Lemarchand  | BigMat-Auber 93       |    | m.t             |
| 4  | Florian Vachon     | Bretagne-Schuller     |    | m.t             |
| 5  | Joost van Leijen   | Vacansoleil           |    | m.t             |
| 6  | Enrico Rossi       | Ceramica Flaminia     |    | m.t             |
| 7  | Tony Hurel         | BBox Bouygues Telecom |    | m.t             |
| 8  | Wout Poels         | Vacansoleil           |    | m.t             |
| 9  | Fabien Bacquet     | BigMat-Auber 93       |    | m.t             |
| 10 | Alexander Kristoff | BMC Racing            |    | m.t             |

|    | Coureur           | Équipe                |    | Temps           |
| -- | ----------------- | --------------------- | -- | --------------- |
| 1  | Anthony Roux      | FDJ                   | en | 4 h 24 min 42 s |
| 2  | Daniele Colli     | Ceramica Flaminia     | +  | 09 s            |
| 3  | Romain Lemarchand | BigMat-Auber 93       |    | 11 s            |
| 4  | Alessandro Donati | Acqua & Sapone        |    | 11 s            |
| 5  | Joost van Leijen  | Vacansoleil           |    | 12 s            |
| 6  | Cyril Gautier     | BBox Bouygues Telecom |    | 13 s            |
| 7  | Romain Mathéou    | BigMat-Auber 93       |    | 14 s            |
| 8  | Florian Vachon    | Bretagne-Schuller     |    | 15 s            |
| 9  | Enrico Rossi      | Ceramica Flaminia     |    | 15 s            |
| 10 | Tony Hurel        | BBox Bouygues Telecom |    | 15 s            |

### 2eétape
Cette étape a été animée par deux hommes, Brice Feillu et Romain Bacon, qui ont passé la majeure partie de la journée à l'avant de la course. Les échappées sont repris à quelques kilomètres de l'arrivée et le final s'est joué au sprint.
|    | Coureur            | Équipe                |    | Temps           |
| -- | ------------------ | --------------------- | -- | --------------- |
| 1  | Anthony Ravard     | AG2R La Mondiale      | en | 4 h 17 min 01 s |
| 2  | Dominique Rollin   | Cervélo Test Team     | +  | m.t             |
| 3  | Enrico Rossi       | Ceramica Flaminia     |    | m.t             |
| 4  | Jimmy Casper       | Saur-Sojasun          |    | m.t             |
| 5  | Yohann Gène        | BBox Bouygues Telecom |    | m.t             |
| 6  | Alexander Kristoff | BMC Racing            |    | m.t             |
| 7  | Boy van Poppel     | Rabobank Continental  |    | m.t             |
| 8  | Fabien Bacquet     | BigMat-Auber 93       |    | m.t             |
| 9  | Daniele Colli      | Ceramica Flaminia     |    | m.t             |
| 10 | Rafaâ Chtioui      | Acqua & Sapone        |    | m.t             |

|    | Coureur           | Équipe            |    | Temps           |
| -- | ----------------- | ----------------- | -- | --------------- |
| 1  | Anthony Roux      | FDJ               | en | 8 h 41 min 43 s |
| 2  | Anthony Ravard    | AG2R La Mondiale  | +  | 05 s            |
| 3  | Brice Feillu      | Vacansoleil       |    | 06 s            |
| 4  | Daniele Colli     | Ceramica Flaminia |    | 09 s            |
| 5  | Dominique Rollin  | Cervélo Test Team |    | 09 s            |
| 6  | Enrico Rossi      | Ceramica Flaminia |    | 11 s            |
| 7  | Romain Lemarchand | BigMat-Auber 93   |    | 11 s            |
| 8  | Alessandro Donati | Acqua & Sapone    |    | 11 s            |
| 9  | Joost van Leijen  | Vacansoleil       |    | 12 s            |
| 10 | Florian Vachon    | Bretagne-Schuller |    | 13 s            |

### 3eétape
Comme pour l'étape précédente, cette 3e étape a été animée par un duo d'échappée : Jean-Luc Delpech et Francesco Di Paolo. Les deux hommes se sont fait reprendre à 6 kilomètres de l'arrivée et la victoire s'est une nouvelle fois jouée au sprint.
|    | Coureur            | Équipe               |    | Temps           |
| -- | ------------------ | -------------------- | -- | --------------- |
| 1  | Jimmy Engoulvent   | Saur-Sojasun         | en | 2 h 12 min 54 s |
| 2  | Nacer Bouhanni     | FDJ                  | +  | m.t             |
| 3  | Jimmy Casper       | Saur-Sojasun         |    | m.t             |
| 4  | Daniele Colli      | Ceramica Flaminia    |    | m.t             |
| 5  | Enrico Rossi       | Ceramica Flaminia    |    | m.t             |
| 6  | Lloyd Mondory      | AG2R La Mondiale     |    | m.t             |
| 7  | Alexander Kristoff | BMC Racing           |    | m.t             |
| 8  | Boy van Poppel     | Rabobank Continental |    | m.t             |
| 9  | Rafaâ Chtioui      | Acqua & Sapone       |    | m.t             |
| 10 | Dominique Rollin   | Cervélo Test Team    |    | m.t             |

|    | Coureur           | Équipe            |    | Temps            |
| -- | ----------------- | ----------------- | -- | ---------------- |
| 1  | Anthony Roux      | FDJ               | en | 10 h 54 min 37 s |
| 2  | Anthony Ravard    | AG2R La Mondiale  | +  | 05 s             |
| 3  | Daniele Colli     | Ceramica Flaminia |    | 09 s             |
| 4  | Dominique Rollin  | Cervélo Test Team |    | 09 s             |
| 5  | Jimmy Engoulvent  | Saur-Sojasun      |    | 09 s             |
| 6  | Enrico Rossi      | Ceramica Flaminia |    | 11 s             |
| 7  | Nacer Bouhanni    | FDJ               |    | 11 s             |
| 8  | Romain Lemarchand | BigMat-Auber 93   |    | 11 s             |
| 9  | Alessandro Donati | Acqua & Sapone    |    | 11 s             |
| 10 | Joost van Leijen  | Vacansoleil       |    | 12 s             |

### 4eétape
Markel Irizar Aranburu remporte sa première victoire professionnelle lors de ce contre-la-montre, sept ans après ses débuts chez les professionnels. Cette étape a montré la force de l'équipe RadioShack qui a placé 4 hommes dans les 10 premiers.
|    | Coureur                | Équipe              |    | Temps       |
| -- | ---------------------- | ------------------- | -- | ----------- |
| 1  | Markel Irizar Aranburu | RadioShack          | en | 26 min 01 s |
| 2  | Martin Elmiger         | AG2R La Mondiale    | +  | m.t         |
| 3  | Haimar Zubeldia Agirre | RadioShack          |    | 01 s        |
| 4  | Ignatas Konovalovas    | Cervélo Test Team   |    | 17 s        |
| 5  | Jesse Sergent          | Trek Livestrong U23 |    | 23 s        |
| 6  | Rafaâ Chtioui          | Acqua & Sapone      |    | 29 s        |
| 7  | Wout Poels             | Vacansoleil         |    | 33 s        |
| 8  | Sérgio Paulinho        | RadioShack          |    | 36 s        |
| 9  | Paul Poux              | Saur-Sojasun        |    | 39 s        |
| 10 | Yaroslav Popovych      | RadioShack          |    | 40 s        |

|    | Coureur                | Équipe              |    | Temps            |
| -- | ---------------------- | ------------------- | -- | ---------------- |
| 1  | Markel Irizar Aranburu | RadioShack          | en | 11 h 20 min 53 s |
| 2  | Martin Elmiger         | AG2R La Mondiale    | +  | m.t              |
| 3  | Haimar Zubeldia Agirre | RadioShack          |    | 01 s             |
| 4  | Ignatas Konovalovas    | Cervélo Test Team   |    | 17 s             |
| 5  | Jesse Sergent          | Trek Livestrong U23 |    | 23 s             |
| 6  | Rafaâ Chtioui          | Acqua & Sapone      |    | 29 s             |
| 7  | Wout Poels             | Vacansoleil         |    | 33 s             |
| 8  | Anthony Roux           | FDJ                 |    | 36 s             |
| 9  | Dominique Rollin       | Cervélo Test Team   |    | 44 s             |
| 10 | David Boucher          | Landbouwkrediet     |    | 45 s             |

### 5eétape
Cette 5e étape a vu une stratégie offensive de la part de l'équipe Saur-Sojasun. Et grâce aux bonifications prises lors des différents sprints intermédiaires, Jimmy Engoulvent a pu s'adjuger la victoire finale devant Dominique Rollin pour quelques centièmes de secondes. Ces centièmes de secondes résultent du contre-la-montre individuel où les écarts sont pris au millième.
|    | Coureur          | Équipe                  |    | Temps           |
| -- | ---------------- | ----------------------- | -- | --------------- |
| 1  | Jimmy Casper     | Saur-Sojasun            | en | 4 h 22 min 20 s |
| 2  | Cédric Pineau    | Roubaix Lille Métropole | +  | m.t             |
| 3  | Thibaut Pinot    | FDJ                     |    | m.t             |
| 4  | Mathieu Claude   | BBox Bouygues Telecom   |    | 03 s            |
| 5  | Jimmy Engoulvent | Saur-Sojasun            |    | 05 s            |
| 6  | Dominique Rollin | Cervélo Test Team       |    | 05 s            |
| 7  | Kevin Neirynck   | Landbouwkrediet         |    | 05 s            |
| 8  | Tony Hurel       | BBox Bouygues Telecom   |    | 1 min 16 s      |
| 9  | Wout Poels       | Vacansoleil             |    | 1 min 16 s      |
| 10 | Danilo Wyss      | BMC Racing              |    | 1 min 17 s      |

|    | Coureur                | Équipe                  |    | Temps            |
| -- | ---------------------- | ----------------------- | -- | ---------------- |
| 1  | Jimmy Engoulvent       | Saur-Sojasun            | en | 15 h 43 min 59 s |
| 2  | Dominique Rollin       | Cervélo Test Team       | +  | m.t              |
| 3  | Martin Elmiger         | AG2R La Mondiale        |    | 28 s             |
| 4  | Haimar Zubeldia Agirre | RadioShack              |    | 32 s             |
| 5  | Markel Irizar Aranburu | RadioShack              |    | 48 s             |
| 6  | Jimmy Casper           | Saur-Sojasun            |    | 50 s             |
| 7  | Cédric Pineau          | Roubaix Lille Métropole |    | 1 min 01 s       |
| 8  | Wout Poels             | Vacansoleil             |    | 1 min 03 s       |
| 9  | Ignatas Konovalovas    | Cervélo Test Team       |    | 1 min 05 s       |
| 10 | Kevin Neirynck         | Landbouwkrediet         |    | 1 min 07 s       |

## Classements finals

### Classement général
|    | Cycliste               | Pays     | Équipe                  |    | Temps            |
| -- | ---------------------- | -------- | ----------------------- | -- | ---------------- |
| 1  | Jimmy Engoulvent       | France   | Saur-Sojasun            | en | 15 h 43 min 59 s |
| 2  | Dominique Rollin       | Canada   | Cervélo Test Team       | +  | m.t              |
| 3  | Martin Elmiger         | Suisse   | AG2R La Mondiale        |    | 28 s             |
| 4  | Haimar Zubeldia Agirre | Espagne  | RadioShack              |    | 32 s             |
| 5  | Markel Irizar Aranburu | Espagne  | RadioShack              |    | 48 s             |
| 6  | Jimmy Casper           | France   | Saur-Sojasun            |    | 50 s             |
| 7  | Cédric Pineau          | France   | Roubaix Lille Métropole |    | 1 min 01 s       |
| 8  | Wout Poels             | Pays-Bas | Vacansoleil             |    | 1 min 03 s       |
| 9  | Ignatas Konovalovas    | Lituanie | Cervélo Test Team       |    | 1 min 05 s       |
| 10 | Kevin Neirynck         | Belgique | Landbouwkrediet         |    | 1 min 07 s       |

### Classements annexes
|   | Cycliste         | Équipe            | Points |
| - | ---------------- | ----------------- | ------ |
| 1 | Jimmy Casper     | Saur-Sojasun      | 58     |
| 2 | Jimmy Engoulvent | Saur-Sojasun      | 44     |
| 3 | Daniele Colli    | Ceramica Flaminia | 41     |

|   | Cycliste            | Équipe                  |    | Temps            |
| - | ------------------- | ----------------------- | -- | ---------------- |
| 1 | Cédric Pineau       | Roubaix Lille Métropole | en | 15 h 45 min 00 s |
| 2 | Wout Poels          | Vacansoleil             | +  | 02 s             |
| 3 | Ignatas Konovalovas | Cervélo Test Team       |    | 04 s             |

|   | Équipe                | Pays       |    | Temps            |
| - | --------------------- | ---------- | -- | ---------------- |
| 1 | Cervélo Test Team     | Suisse     | en | 47 h 15 min 10 s |
| 2 | RadioShack            | États-Unis | +  | 1 min 06 s       |
| 3 | BBox Bouygues Telecom | France     |    | 1 min 20 s       |